# T1 Light Tank
T1 Light Tank − prototypowy amerykański czołg lekki, opracowany w latach 1922-1928 w co najmniej dwóch wariantach: T1E2 oraz T1E4. Pojazd nie trafił do produkcji seryjnej. Nieznana jest liczba wyprodukowanych prototypów.
Wersja T1E2 posiadała benzynowy silnik V8 chłodzony wodą o mocy 132 KM i ważyła 8,8 tony. Uzbrojenie pojazdu, umieszczone w wieży zamontowanej w tylnej części kadłuba, stanowiła armata M5 L/50 kalibru 37 mm oraz sprzężony karabin maszynowy M1919A4 kalibru 7,62 mm.
Wariant T1E4 posiadał wieżę umieszczoną bliżej centralnej części kadłuba. Pojazd był wyposażony w benzynowy silnik V8 chłodzony wodą o mocy 140 KM. Masa pojazdu w tej wersji wynosiła 8,6 tony. Do uzbrojenia tego wariantu należało armata półautomatyczna M1924 kalibru 37 mm oraz sprzężony karabin maszynowy M1919A2 kalibru 7,62 mm.
Jedyny zachowany egzemplarz czołgu w wersji T1E2 znajduje się w muzeum Aberdeen Proving Ground w stanie Maryland.